# Зуара (язык)
Зуара (также тамазигхт) — идиом северноберберской ветви берберо-ливийских языков, рассматриваемый или как самостоятельный язык, или как диалект языка нефуса. Распространён в северо-западной части Ливии на границе с Тунисом (в городе Зуара и его окрестностях в муниципалитете Эн-Нугат-эль-Хумс на побережье Средиземного моря к западу от столицы Ливии — Триполи). Наиболее близок к диалектам нефуса (горы Нефуса на севере муниципалитетов Налут и Эль-Джабал-эль-Гарби, Ливия) и джерба (остров Джерба, Тунис), наиболее обособлены от зуара родственные диалекты тамезрет, тауджут и зрауа (вилайет Габес, центральный Тунис). Число говорящих около 25 тыс. чел. (1993) по данным «Ethnologue» и около 38 тыс. чел. по данным организации «The Joshua Project». Носители зуара двуязычны, большинство из них также говорит на арабском. Язык бесписьменный.
Согласно классификации, опубликованной в справочнике языков «Ethnologue», зуара вместе с джерба и тамезрет являются диалектами языка нефуса восточнозенетской подгруппы зенетской группы берберских языков. В классификации афразийских языков британского лингвиста Роджера Бленча (Roger Blench) диалекты джерба, тамезрет, тауджут, зрауа, нефуса, вымершие сенед и тмагурт образуют вместе с зуара восточнозенетский диалектный пучок. В работе С. А. Бурлак и С. А. Старостина «Сравнительно-историческое языкознание» зуара вместе с джерба в составе восточнозенетских языков приводятся отдельно от нефуса. Голландский лингвист М. Коссманн (Maarten Kossmann) включает зуара и нефуса в разные языковые подгруппы.